# Neil Cusack
Neil Cusack (* 30. Dezember 1951 in Limerick, Irland) ist ein ehemaliger irischer Langstreckenläufer.

## Werdegang
Neil Cusack besuchte die St. Munchin’s Secondary School. Danach siedelte er in die USA über, wo er an der East Tennessee State University in Johnson City Business-Management studierte.

## Karriere als Sportler
Cusack wandte sich dem Laufsport zu und betätigte sich vor allem als Mittel- und Langstreckenläufer. 1971 erregte er Aufsehen, als er seinen ersten Marathon beim bis 2013 ausgetragenen Atlanta-Marathon, dem sogenannten Peachbowl-Marathon, lief. Mit einer Zeit von 2:16:18,2 h gelang ihm gleich ein Sieg. 1972 gewann er die NCAA-Meisterschaften im Crosslauf.
Neil Cusack repräsentierte Irland bei den Olympischen Spielen 1972 in München im 10.000-Meter-Lauf. Er startete im zweiten Vorlauf, schied allerdings mit einer Zeit von 28:45,8 min als Zehnter aus.
In der Folgezeit konzentrierte sich Cusack auf die längere Strecke, den Marathonlauf. 1974 gewann er den Boston-Marathon in einer Zeit von 2:13:39 h und konnte dabei den Favoriten Tom Fleming schlagen.
Beim olympischen Marathonlauf von Montreal 1976 kam er nach 2:35:47,2 h als 55. von 60 Läufern ins Ziel.
1981 gewann Cusack die zweite Auflage des Dublin-Marathons in einer Zeit von 2:13:58 h.

## Bestleistungen
Die in München erzielte Zeit von 28:45,8 min war Cusacks persönliche Bestzeit im 10.000-Meter-Lauf. Beim Boston-Marathon, den er 1974 gewann, lief er mit 2:13:39 h seinen schnellsten Marathon.